# Viktoria Apanasenko
Victoria Apanasenko (tiếng Ukraina: Вікторія Апанасенко) (sinh ngày 18 tháng 6 năm 1994) là một người mẫu, người dẫn chương trình truyền hình, nữ diễn viên và hoa hậu người Ukraina đã chiến thắng cuộc thi Hoa hậu Hoàn vũ Ukraine 2022. Cô sẽ đại diện cho Ukraine tại cuộc thi Hoa hậu Hoàn vũ 2022.. Ngoài ra,tại cuộc thi Hoa hậu Hoàn Vũ 2022 cô còn đạt giải thưởng phụ là Best National Costume.

## Tiểu sử
Apanasenko sinh ra và lớn lên ở Chernigov cùng với cha mẹ và anh chị em của mình. Cô tốt nghiệp Đại học Quốc gia Taras Shevchenko ngành Công tác xã hội thuộc Khoa tâm lý và cũng học tại Đại học Công nghệ Quốc gia Chernihiv.

## Các cuộc thi sắc đẹp
Apanasenko bắt đầu sự nghiệp thi hoa hậu từ năm 2014, cô từng tham gia cuộc thi Miss Chernigov 2014 và giành chiến thắng trong cuộc thi. Ngày 22 tháng 9 năm 2015, Apanasenko nổi tiếng khi lọt vào chung kết Hoa hậu Ukraine 2015 và đoạt danh hiệu Công nương Ukraine 2016. Tổ chức Hoa hậu Hoàn vũ Ukraine, do hoàn cảnh chiến tranh hiện nay ở Ukraine, đã đặt tên cho Hoa hậu Hoàn vũ Ukraine 2021 là Á hậu 1 Apanasenko là tân Hoa hậu Hoàn vũ Ukraine 2022 bằng việc trở thành đại diện chính thức của Ukraine tại Hoa hậu Hoàn vũ 2022.